# Magi (Bibbia)
Nella tradizione cristiana i Magi (singolare Magio) sono alcuni saggi astrologi che, secondo il Vangelo di Matteo (2,1-12), seguendo «il suo astro» giunsero da Oriente a Gerusalemme per adorare il bambino Gesù, il «re dei Giudei» che era nato.
Gli storici e alcuni biblisti cristiani interpretano questo racconto evangelico come un particolare leggendario, mentre altri biblisti e il Magistero della Chiesa cattolica ne sostengono la veridicità. Il particolare ha comunque avuto una straordinaria fortuna artistica, in special modo nelle rappresentazioni della natività e del presepe.
Il racconto evangelico li descrive in maniera estremamente scarna e la successiva tradizione cristiana vi ha aggiunto alcuni particolari: erano tre (sulla base dei tre doni portati, oro, incenso e mirra) e si chiamavano Melchiorre, Baldassarre e Gaspare. Nel tardo medioevo si ritenne che fossero oltre che sapienti anche dei re, venuti simbolicamente a rendere omaggio al bambino Gesù dalle tre parti del mondo allora conosciuto: Asia, Europa e Africa. Secondo la simbologia bizantina spesso sono raffigurati come le tre età dell'uomo: il giovane, l'uomo maturo e l'anziano.

## Il racconto di Matteo
Il Vangelo secondo Matteo è l'unica fonte cristiana canonica a descrivere l'episodio. Secondo il racconto evangelico i Magi, al loro arrivo a Gerusalemme, per prima cosa, fecero visita a Erode, il re della Giudea romana, chiedendo dove fosse «il re che era nato», in quanto avevano «visto sorgere la sua stella», pensando che Erode ne fosse al corrente. Erode, mostrando di non conoscere la profezia dell'Antico Testamento (Michea 5,1), o temendo di perdere il proprio regno, ne rimase turbato e chiese agli scribi dove doveva nascere il Messia. Saputo che si trattava di Betlemme Efrata di Giudea, li inviò in quel luogo esortandoli a trovare il bambino e riferire i dettagli del luogo dove trovarlo, «affinché anche lui potesse adorarlo» (2,1-8). Guidati dalla stella essi arrivarono a Betlemme e giunsero presso il luogo dove era nato Gesù, prostrandosi in adorazione e offrendogli in dono oro, incenso e mirra (2,9-11). Avvertiti in sogno di non ritornare da Erode, fecero ritorno alla loro patria per un'altra strada. Scoperto l'inganno Erode si infuriò e mandò a uccidere tutti i bambini di Betlemme di età inferiore ai due anni, dando luogo alla Strage degli innocenti (2,16-18), ma Giuseppe, avvertito anticipatamente in un sogno, fuggì in Egitto (2,13-14) con la famiglia.
“E tu, Betlemme, terra di Giuda, non sei davvero il più piccolo capoluogo di Giuda: da te uscirà infatti un capo che pascerà il mio popolo, Israele.”

Allora Erode, chiamati segretamente i Magi, si fece dire con esattezza da loro il tempo in cui era apparsa la stella e li inviò a Betlemme esortandoli: "Andate e informatevi accuratamente del bambino e, quando l'avrete trovato, fatemelo sapere, perché anch'io venga ad adorarlo". Udite le parole del re essi partirono. Ed ecco la stella, che avevano visto nel suo sorgere, li precedeva, finché giunse e si fermò sopra il luogo dove si trovava il bambino. Al vedere la stella, essi provarono una grandissima gioia. Entrati nella casa, videro il bambino con Maria sua madre, e prostratisi lo adorarono (προσεκύνησαν prosekynēsan). Poi aprirono i loro scrigni e gli offrirono in dono oro (χρυσὸν chryson), incenso (λίβανον libanon) e mirra (σμύρναν smyrnan). Avvertiti poi in sogno di non tornare da Erode, per un'altra strada fecero ritorno al loro paese. Essi erano appena partiti, quando un angelo del Signore apparve in sogno a Giuseppe e gli disse: "Alzati, prendi con te il bambino e sua madre e fuggi in Egitto, e resta là finché non ti avvertirò, perché Erode sta cercando il bambino per ucciderlo". Giuseppe, destatosi, prese con sé il bambino e sua madre nella notte e fuggì in Egitto ...»
(Vangelo di Matteo, II, 1-14)

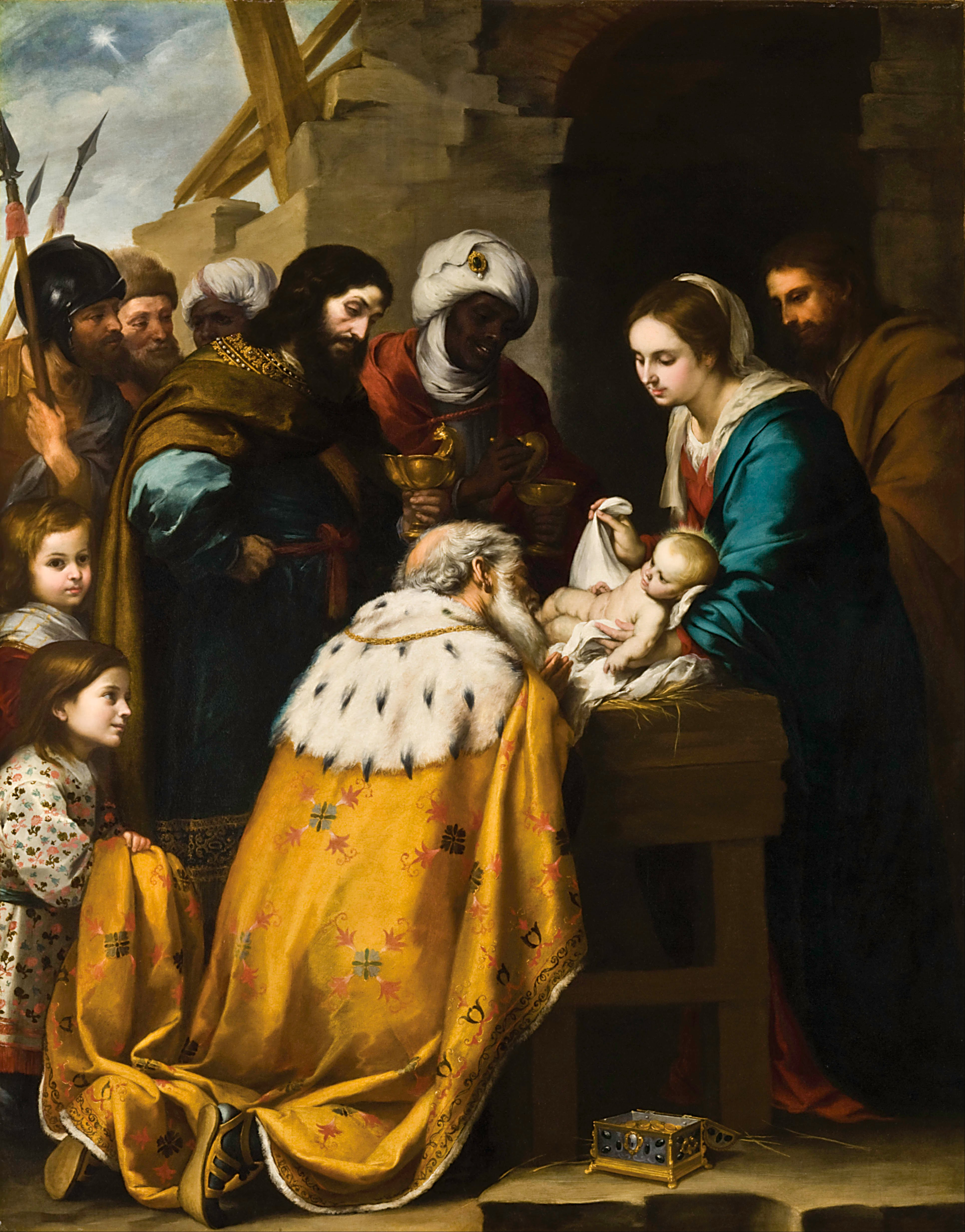
L'Adorazione dei Magi di Bartolomé Esteban Murillo, Museo d'arte di Toledo, Ohio.

Il passo di Matteo non fornisce il numero esatto dei Magi, ma la tradizione più diffusa, basandosi sul fatto che vengono citati tre doni, parla di tre uomini. In realtà, il testo greco non ne indica né il numero né tantomeno i nomi; parla solo di "alcuni Magi dall'Oriente" (μαγοι απο ανατολων, magoi apo anatolōn), quindi l'unica informazione riportata è che erano più di uno. Il testo non specifica neanche l'intervallo di tempo trascorso tra la nascita di Gesù e l'arrivo a Betlemme dei Magi. Dal vangelo secondo Luca sappiamo che Giuseppe, Maria e Gesù rimasero a Betlemme 40 giorni, cioè sino alla Presentazione al Tempio; non è chiaro se la visita dei Magi sia avvenuta prima o dopo quest'episodio. Secondo alcuni autori che hanno proposto l'armonizzazione degli eventi raccontati dai Vangeli, la visita dei Magi e l'immediata successiva fuga in Egitto dovrebbero avere avuto luogo dopo la presentazione al Tempio (al termine della quale la famiglia di Gesù sarebbe rientrata a Betlemme), in contrasto con la tradizione liturgica, che lascia solo dodici giorni fra Natale ed Epifania. D'altro canto, basandosi sul passo di Matteo che riguarda la Strage degli innocenti (2,16), una delle poche cose certe è che la visita sia avvenuta entro due anni dalla nascita di Gesù, poiché Erode, informato dai Magi, decise di uccidere tutti i bambini di Betlemme e del suo territorio dai due anni in giù.
Qualche autore moderno ha ipotizzato che la visita dei Magi sia avvenuta a Nazaret: essi si sarebbero recati a Betlemme, ma non vi avrebbero trovato Gesù, già ripartito con i suoi; usciti dalla città, sarebbero stati guidati dalla stella fino a Nazaret. Secondo una variante di questa teoria, i Magi non si sarebbero spinti fino a Nazaret, ma l’incontro sarebbe avvenuto in una locanda di Betania, dove la Sacra Famiglia si sarebbe fermata a riposare dopo la cerimonia della presentazione al Tempio prima di avviarsi verso Nazaret.
Questi tentativi di armonizzazione non sono comunque ritenuti giustificabili da molti studiosi, anche cristiani. Per esempio il teologo Raymond Brown – che considera i due resoconti dell'infanzia, di Matteo e Luca, non storici e in contraddizione tra loro, tanto "che gli sforzi per armonizzare le narrazioni in una storia consecutiva sono del tutto infruttuosi" – ritiene che Matteo e Luca abbiano inserito, probabilmente dopo la stesura dei loro vangeli, tutto o parte dei racconti delle natività in base alle proprie necessità redazionali e teologiche e, in particolare, in merito al rientro a Nazaret della Sacra Famiglia, al pari di molti altri studiosi, ritiene inconciliabili i due resoconti. Brown sottolinea, infatti, come "pure l'armonizzatore più determinato dovrebbe essere dissuaso dall'impossibilità di riconciliare un viaggio della famiglia da Betlemme all'Egitto con il racconto di Luca di portare il bambino a Gerusalemme quando aveva quaranta giorni e poi di andare da Gerusalemme a Nazareth dove risiedevano" e "questo ci porta all'osservazione che le due narrazioni non sono solo diverse, sono contrarie l'una all'altra in una serie di dettagli [...] Luca ci dice che la famiglia tornò pacificamente a Nazareth dopo la nascita a Betlemme (2:22,39); questo è inconciliabile con l'implicazione di Matteo (2:16) che il bambino aveva quasi due anni quando la famiglia fuggì da Betlemme in Egitto ed era ancora più vecchio quando la famiglia tornò dall'Egitto e si trasferì a Nazareth".

### Storicità e significato teologico dell'avvenimento

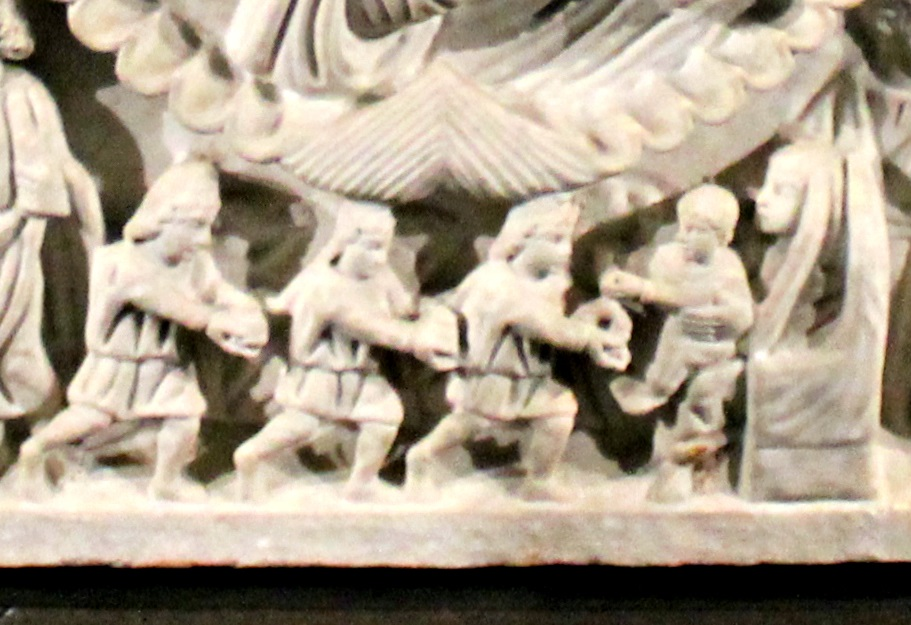
Adorazione dei Magi, dettaglio sul sarcofago di Adelfia (Siracusa, IV secolo d.C., Museo Paolo Orsi).

Sull'evento non esistono prove storiche e gli studiosi discutono se sia realmente accaduto. L'esegesi storico-critica, a partire dal XIX secolo, ha proposto dei criteri per distinguere i fatti storici probabilmente accaduti da altri racconti creati dalle primitive comunità cristiane o dagli evangelisti stessi.
Per alcuni studiosi il racconto della visita dei Magi può essere originato da un avvenimento realmente accaduto e tramandato dalla tradizione, che sarebbe stato riportato e rielaborato da Matteo. I maghi non erano ben visti nella mentalità ebraica a causa della condanna della magia da parte della Bibbia, quindi la tradizione non avrebbe avuto nulla da guadagnare inventando l'episodio. Il racconto non si può però definire interamente storico, perché presenta diverse incongruenze, prima delle quali il fatto che i "Magi" erano "sapienti" interessati all'astronomia e all'astrologia, ma non coinvolti in pratiche magiche. Dal punto di vista astronomico, una stella non può avere fisicamente guidato i Magi, precedendoli, da Gerusalemme a Betlemme (che distano appena 10 km) ed essersi poi fermata; nell'ipotesi, avanzata da alcuni astronomi, che si sia trattato di una congiunzione tra i pianeti Giove e Saturno, il movimento apparente di essi può accordarsi con il racconto evangelico (essendo visibili a sud, i due pianeti erano davanti ai Magi e quando culminavano allo zenit i pianeti sembravano essere fermi), ma l'idea che l'astro possa essersi fermato proprio sulla casa sarebbe frutto della tradizione popolare. Dal punto di vista simbolico, invece, Giove ben rappresenta il pianeta della regalità, identificato secondo una tradizione con Gesù stesso, come farà per esempio Dante Alighieri.
Altre perplessità nascono dalle modalità del colloquio dei Magi con Erode e dall'apparente ingenuità del re, persona in realtà molto astuta, che invece di fare seguire i Magi gli chiede di ritornare per informarlo e così si fa raggirare da loro; non si capisce neanche perché "tutta Gerusalemme" dovrebbe essere in subbuglio ed avere paura di questa nascita. Queste circostanze avrebbero in realtà il fine di illustrare la teologia dell'evangelista. Secondo Ortensio da Spinetoli, è possibile che visitatori orientali si siano effettivamente trovati a Gerusalemme al tempo della nascita di Gesù, ma non si può dire con certezza se abbiano incontrato la Sacra famiglia o se siano stati successivamente confusi con i primi adoratori del Messia. Anche se fosse vero, l'episodio si sarebbe comunque svolto in una cornice più semplice e modesta.
Il teologo Raymond Brown, come anche altri studiosi, ritiene che la figura della stella, come quella dei Magi, derivi comunque da precedenti tradizioni facenti riferimento all'Antico Testamento e nota come nel racconto "molte caratteristiche sono sconcertanti. Se Erode e tutta Gerusalemme sapevano della nascita del Messia a Betlemme [i Magi e la stella] (Mt2:3), e infatti Erode massacrò i figli di un'intera città nel corso della ricerca di Gesù (2:16), perché più tardi nel suo ministero nessuno sembra conoscere le meravigliose origini di Gesù (13:54-55), e il figlio di Erode non ricorda nulla di lui (14:1-2)?" e, inoltre, lo studioso osserva che "l'incapacità di Erode di trovare il bambino a Betlemme sarebbe perfettamente comprensibile in una storia in cui non c'erano magi venuti dall'Oriente e dove aveva solo una conoscenza generale delle Scritture su Betlemme a guidarlo. Diventa ridicolo quando la strada verso la casa è stata segnalata da una stella che si è fermata su di essa, e quando il percorso verso la porta della casa in un piccolo villaggio è stato evidenziato dalla presenza di stranieri esotici [i Magi]".
Un gran numero di biblisti contemporanei ritiene invece che, nel caso di Mt 2, non ci si trova di fronte a una cronaca, bensì a una composizione didascalica, midrashica: una "costruzione" letteraria che è stata pensata per fornire un insegnamento. Chi avrebbe scritto e redatto la "novella teologica" dei Magi a Betlemme aveva alle spalle "storie" simili nelle letterature religiose del tempo, e soprattutto aveva alle spalle una evidenza inconfutabile: Gesù, considerato l'inviato di Dio, fu respinto dal potere sia politico sia religioso. E se i maestri del Giudaismo, in larga misura, avevano rifiutato Gesù, lo avevano accolto persone che, perlopiù, erano marginali, senza "titoli" particolari. Con un procedimento letterario chiamato retroproiezione, dunque, l'evangelista avrebbe collocato all'inizio della vita di Gesù ciò che sarebbe poi successo durante tutti gli anni della sua esistenza: in Erode e nell'ambiente di Gerusalemme il racconto vede l'opposizione del potere politico e religioso, mentre i Magi che "vennero da lontano" sarebbero i rappresentanti di tutte quelle persone che "vengono da lontano", che a quel tempo erano guardate con sospetto. Il testo evangelico, infatti, mostra chiaramente che i Magi sono dei "gentili" (non ebrei): gli studiosi Raymond Brown e Ortensio da Spinetoli, tra gli altri, fanno notare come nel racconto i Magi si rivolgano agli Ebrei in veste di stranieri e non sembrino conoscere le Sacre Scritture ebraiche.
Gli studiosi più legati alla tradizione, anche se ritengono che l'avvenimento sia storicamente accaduto, fanno comunque notare che non si tratta di un aspetto centrale della fede cristiana, pertanto, anche se fosse un fatto leggendario con un significato teologico, per il credente non cambierebbe nulla.
Molti studiosi – e anche esegeti, come Raymond Brown, John Dominic Crossan, Rudolf Bultmann – ritengono che la narrazione della nascita di Gesù sia stata modellata su tradizioni ispirate all'Antico Testamento e alla nascita di Mosè, a sua volta derivata da precedenti tradizioni di altri popoli; conseguentemente anche le figure dei Magi e della stella descritte da Matteo non sono storiche. Il teologo Raymond Brown afferma, per esempio, che "l'ispirazione diretta per la storia dei magi proviene dal racconto di Balaam in Nu22-24", che faceva riferimento all'indovino Balaam e a Balak, re di Moab, il quale riceverà da Balaam una rivelazione che frustrerà i suoi piani, creando delle similitudini con Erode e i Magi; tale testo riporta anche che "Una stella spunta da Giacobbe e uno scettro sorge da Israele, spezza le tempie di Moab e il cranio dei figli di Set" (Nu24,17), che a sua volta prefigura l'apparizione di un astro eccezionale per il trionfo di Israele, e del suo Messia, sui nemici.
Concordemente, il teologo Rudolf Bultmann rileva l'esistenza di precedenti paralleli, biblici ed extrabiblici, per il racconto dell'adorazione dei Magi e il "motivo della stella che annunciò la nascita dell'eroe, e il motivo della stella che indicò la strada alla nascita di un re". 
Anche il biblista Mauro Pesce osserva che "tutto lascia pensare che la vicenda dei Magi sia solo un artificio letterario-propagandistico. Matteo scrisse intorno all’anno 80, quando la nuova religione si stava diffondendo fuori dalla Palestina. Probabilmente il suo vangelo volle lanciare un messaggio ai non-Ebrei, dicendo che Gesù si era rivelato anche e soprattutto a loro: infatti per gli Ebrei i magi erano «gentili», cioè pagani; eppure, secondo Matteo, seppero dell’arrivo del Messia prima del clero di Gerusalemme". Concordemente Francesco Scorza Barcellona, docente di Storia del cristianesimo all’Università di Roma-Tor Vergata, sottolinea che "nel racconto evangelico ci sono messaggi in codice anche per gli Ebrei. Evidente è lo sforzo di fare quadrare la figura di Gesù con le profezie bibliche. Per esempio nel Salmo 71 (ora 72) si prediceva che al Messia sarebbe stato donato «oro d’Arabia» e che «i re degli Arabi e di Saba» (leggi Yemen) gli avrebbero «offerto tributi». Ed ecco l’adorazione dei Magi, che con il loro oro «legittimano» Gesù in base ai parametri biblici".

## Il significato del termine "magi"
"Magi" è la traslitterazione del termine Persiano antico magūsh, Accadico magūshu, Siriaco mgōshā, passati al Greco màgos (μάγος, plurale μάγοι).
Si tratta di un titolo riferito specificamente ai sacerdoti dello Zoroastrismo tipici dell'Impero persiano.
(Ludolfo di Sassonia, Vita Christi, capitolo 11)

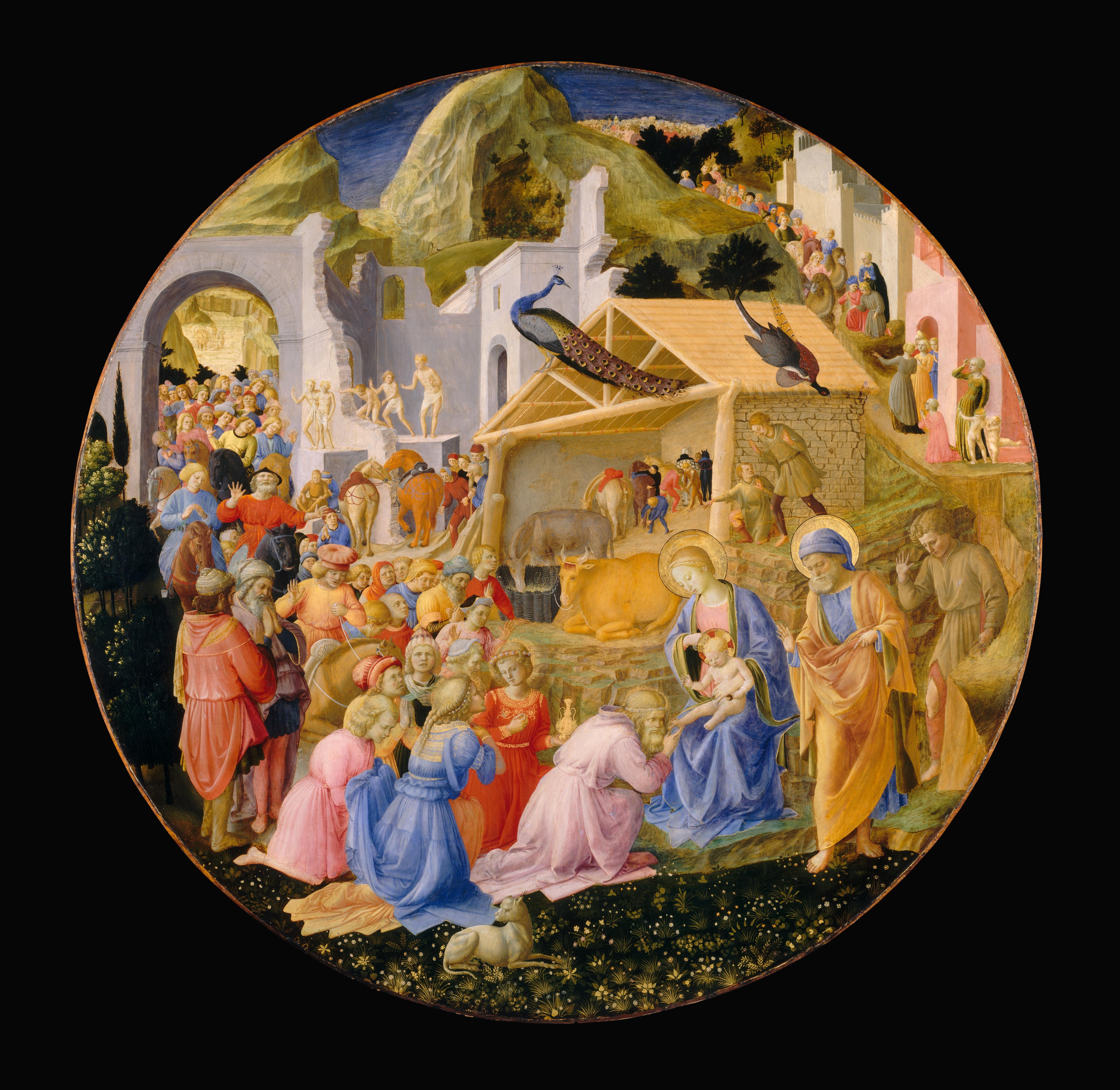
L'Adorazione dei Magi del Beato Angelico e di Filippo Lippi. Washington, National Gallery of Art

In alcune versioni meno recenti delle Scritture, per esempio la Bibbia di re Giacomo, i Magi sono indicati come Uomini Saggi, un termine arcaico per indicare i maghi o magi, con il carattere di filosofi, scienziati e personaggi importanti. Nella Bibbia di re Giacomo, lo stesso termine greco magos che nel Vangelo secondo Matteo viene tradotto con "saggio", è reso con "stregone" negli Atti degli Apostoli (episodio di "Elimas il mago", Atti 13). Lo stesso termine greco identifica anche Simone Mago in Atti 8. Oggi il significato più profondo è ormai dimenticato e, quindi, tutte le traduzioni moderne usano il termine di derivazione greca, magi (ma nelle Bibbie di lingua inglese è rimasto "wise men").
In Erodoto la parola magoi era associata a personaggi dell'aristocrazia della Media ed, in particolare, ai sacerdoti astronomi della religione zoroastriana, che erano anche ritenuti capaci di uccidere i demoni e ridurli in schiavitù. Poiché il passo di Matteo implica che fossero dediti all'osservazione delle stelle, la maggioranza dei commentatori ne conclude che il significato inteso fosse quello di "sacerdoti di Zoroastro", e che l'aggiunta "dall'Oriente" ne indicasse naturalmente l'origine persiana. Addirittura, la traduzione dei Vangeli di Wycliffe parla direttamente di "astrologi", non di "saggi". Nel XIV secolo la distinzione tra astronomia e astrologia non era ancora riconosciuta, e le due discipline cadevano entrambe sotto la seconda denominazione.
Anche se il sostantivo maschile magi (μαγοι) è stato usato un paio di volte in riferimento a una donna (nell'Antologia Palatina e in Luciano), l'appartenenza alla classe dei magi era riservata ai maschi adulti. Gli antichi magi erano persiani, e poiché i territori a oriente della Palestina biblica coincidevano con l'impero persiano, ci sono pochi dubbi sull'origine etnica e sulla religione di appartenenza dei personaggi descritti nel vangelo di Matteo.
Si noti come il termine magi sia una traduzione artificiosa atta a evitare il termine teoricamente denigratorio di «maghi», che poteva indicare i ciarlatani e gli imbroglioni.

## La regalità dei "magi"
La regalità dei "magi" non è attestata nelle fonti canoniche cristiane, né dai Padri della Chiesa. Le raffigurazioni paleocristiane e bizantine li raffigurano in modo indifferenziato in vesti orientali, con mantello e berretto frigio. Tuttavia la raffigurazione del berretto nei mosaici andò semplificandosi fino ad assumere l'aspetto di un copricapo rettangolare o quadrato, simile a una corona, come si vede nel mosaico della Natività della Cappella Palatina di Palermo, risalente al XII secolo. Dal 1300 in Occidente i Magi sono sempre raffigurati come re, a partire dai mosaici romani di Pietro Cavallini. Nel Medioevo i "magi" divengono Re magi nella tradizione liturgica cristiana in quanto la festa della Epifania è collegata al Salmo LXXI (LXXII),10:
(Libro dei Salmi, LXXI (LXXII),10)

## I Magi e il cristianesimo

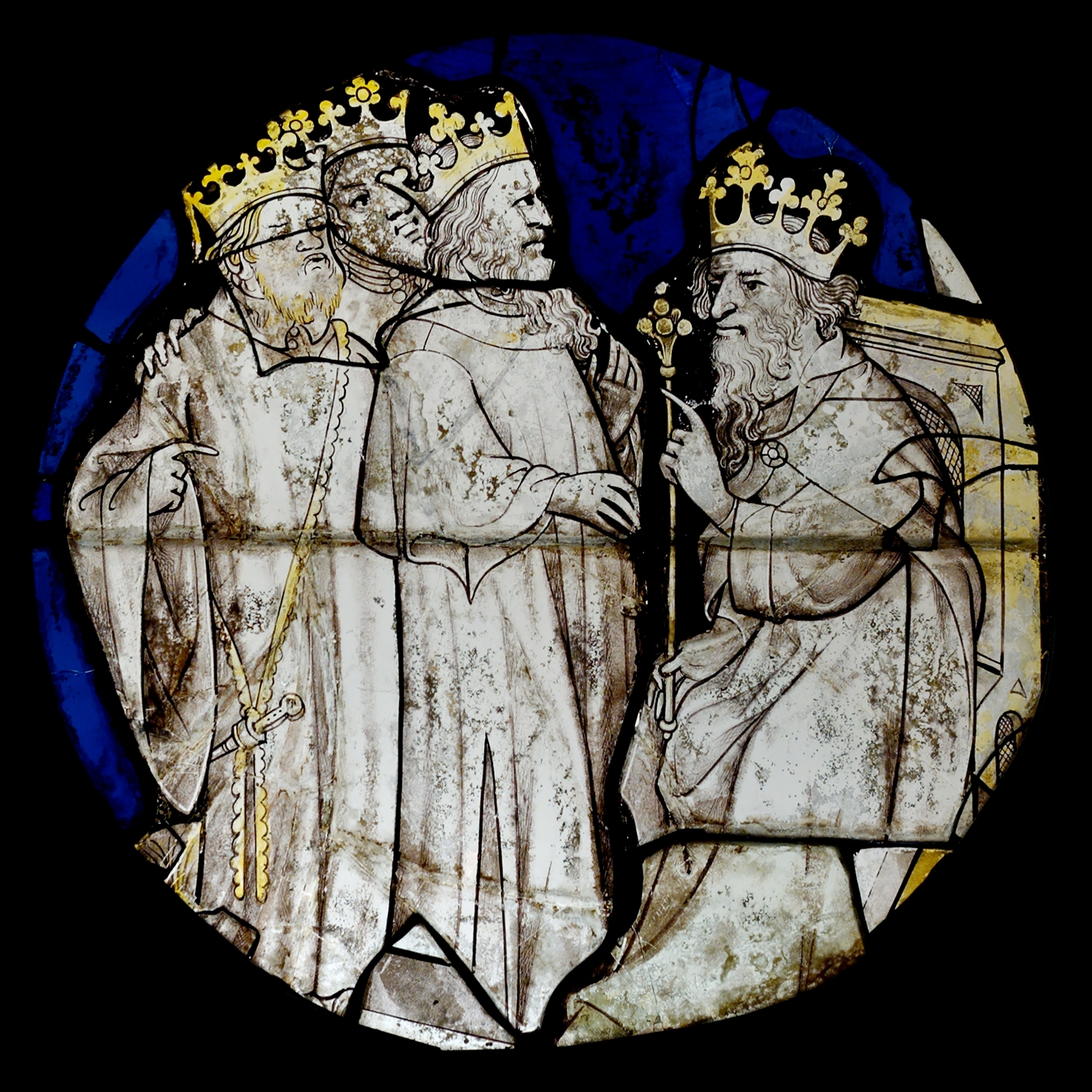
I magi in presenza di Erode (Francia, primi del XV secolo.

Se è vero che il brano evangelico non riporta il loro numero esatto, la tradizione popolare cristiana li identificò spesso come tre saggi o i tre re. Esistono comunque tradizioni alternative che portano i magi in visita a Gesù in numero minore (due) o maggiore (fino a dodici).
Fin dai primi secoli del cristianesimo ai Magi sono stati associati gli atteggiamenti positivi della ricerca della luce spirituale e del rifiuto delle tenebre: addirittura si riteneva che con la loro opera avessero contribuito a cacciare i demoni verso gli Inferi. E, poiché erano sacerdoti, sebbene zoroastriani, seguendo la stella e raggiungendo il neonato re di Israele, lo avrebbero anche riconosciuto come dio, anzi, come l'unico Dio venerato anche dalla rivelazione zoroastriana. Quindi i Magi sarebbero arrivati presso la mangiatoia di Betlemme con piena coscienza dell'importanza religiosa e cosmica della nascita del Cristo.
In effetti, per il Vangelo di Matteo, i Magi sarebbero state le prime autorità religiose ad adorare il Cristo e quindi, dei tre doni che essi portavano con sé, da questo punto di vista, il più importante era l'ultimo, la mirra. Si tratta di una resina gommosa estratta da una pianta medicinale, mescolata con oli per realizzare unguenti a scopo medicinale, cosmetico e anche religioso: la parola Cristo significa proprio unto, consacrato con un simbolico unguento, un crisma, per essere re, guaritore e Messia di origine divina.
Per tutte queste ragioni il racconto dei Magi gode di un particolare rispetto presso le popolazioni cristiane. Nel calendario liturgico dei cattolici e di altre Chiese cristiane la visita dei Magi a Gesù bambino viene commemorata nella festa dell'Epifania, il 6 gennaio. La Chiesa ortodossa e altre Chiese di rito orientale (che nell'Epifania ricordano il Battesimo di Cristo nel Giordano) commemorano la venuta dei Magi nel giorno stesso del Natale.
Il tema è ricorrente nelle rappresentazioni artistiche e letterarie di ispirazione cristiana sotto il nome di Adorazione dei Magi.
A partire dalle poche informazioni neotestamentarie, la tradizione cristiana ha arricchito la storia dei Magi di molti dettagli. Una delle evoluzioni più rilevanti è il passaggio dalla condizione di astrologi a quella di re. L'opinione più accreditata è che si tratti di un richiamo alle profezie dell'Antico Testamento che parlano dell'adorazione del Messia da parte di alcuni re (Libro di Isaia 60:3, Salmi 72:10 e 68:29). I primi esegeti avrebbero, dunque, reinterpretato il passo di Matteo alla luce di queste profezie, elevando i Magi al rango di re. Il biblista Mark Allan Powell rifiuta però questa interpretazione, sostenendo che l'idea di un'autorità regale dei Magi è di molto successiva, addirittura posteriore a Costantino, e strumentale alla giustificazione del ruolo dei monarchi cristiani. Già dal 500, comunque, tutti i commentatori adottarono la versione più diffusa che parlava di tre re, che non venne messa in discussione fino alla Riforma protestante. Un'ulteriore evoluzione vuole che i Magi provenissero da paesi lontani posti nei tre continenti allora noti (Europa, Asia e Africa), a significare che la missione redentrice di Gesù era rivolta a tutte le nazioni del mondo. Per questo motivo i tre re sono raffigurati in genere come un bianco, un arabo e un nero.
In un inno religioso del poeta iberico Prudenzio, della fine del IV secolo, si ritrova già l'interpretazione medievale dei doni come emblemi profetici dell'identità di Gesù, ripresa anche in canti popolari molto più tardi (per esempio "We Three Kings" di John Henry Hopkins, Jr., 1857). L'incenso, che veniva usato nel tempio, indica il sacerdozio di Gesù; l'oro ne indica la regalità; la mirra, usata nella preparazione dei corpi per la sepoltura, indica l'espiazione dei peccati attraverso la morte. Nei primi secoli dell'èra cristiana furono scritti altri antichi testi significativi sui Magi: l'Opus imperfectum in Matthaeum (opera latina anteriore al VII secolo), La Vita di Adamo ed Eva, il Libro della rivelazione di Adamo al figlio Seth trovato nella biblioteca gnostica copta di Nag Hammadi nel 1945, Il Protocollo Etiopico di San Giacomo, Il Vangelo degli ebrei e Nazareth e La Caverna dei Tesori, quest‘ultimo un importante testo siriaco del VI secolo. Il Libro della Caverna dei Tesori per la prima volta rappresenta i Magi come Caldei e li definisce "re e figli di re". Attorno ai Magi nasce poi anche il culto del Fuoco sacro di cui testimoniano un manoscritto uigurico di origine siriaca-nestoriana scoperto a Turfan, l'Evangelo arabo dell'Infanzia (capp. VII-VIII) che è un vangelo apocrifo, l'etiopico Liber Nativitatis Mariae Virginis ("Libro della Natività di Maria Vergine"), Il Milione di Marco Polo (capp. XXII-XXIII).
Altri testi che, con diversi nomi, citano i Magi sono: il testo siriaco Gadla Adam, "Il conflitto di Adamo ed Eva con Satana" (V-VI secolo); i commenti ai Vangeli di Zaccaria Crisopolitano (Zaccaria di Besançon (secolo XII); le Revelationes del poeta irlandese Pseudo Metodio (IX secolo); il Liber nomine Seth (III secolo) che tratta della predicazione di San Tommaso in India e Persia e del suo incontro con i Magi. Per la cronaca di Zuqnin (VIII secolo) i Magi furono invece dodici (in questo testo si parla anche della stella che li guida a Betlemme. Essa appare su un monte, probabilmente, secondo gli storici, il Monte Sabalan in Iran.Origene, grande filosofo e teologo (II-III secolo), fissa ufficialmente il numero dei Magi a tre.
Anche se non è citato nel Corano, il racconto dei Magi era ben conosciuto in Arabia. L'enciclopedista persiano arabografo al-Tabari, nel IX secolo, riferisce dei doni portati dai Magi attribuendo loro il simbolismo che ci è usuale e citando come fonte il tradizionista perso-arabo yemenita del VII secolo Wahb ibn Munabbih.

## Nomi tradizionali dei Re Magi

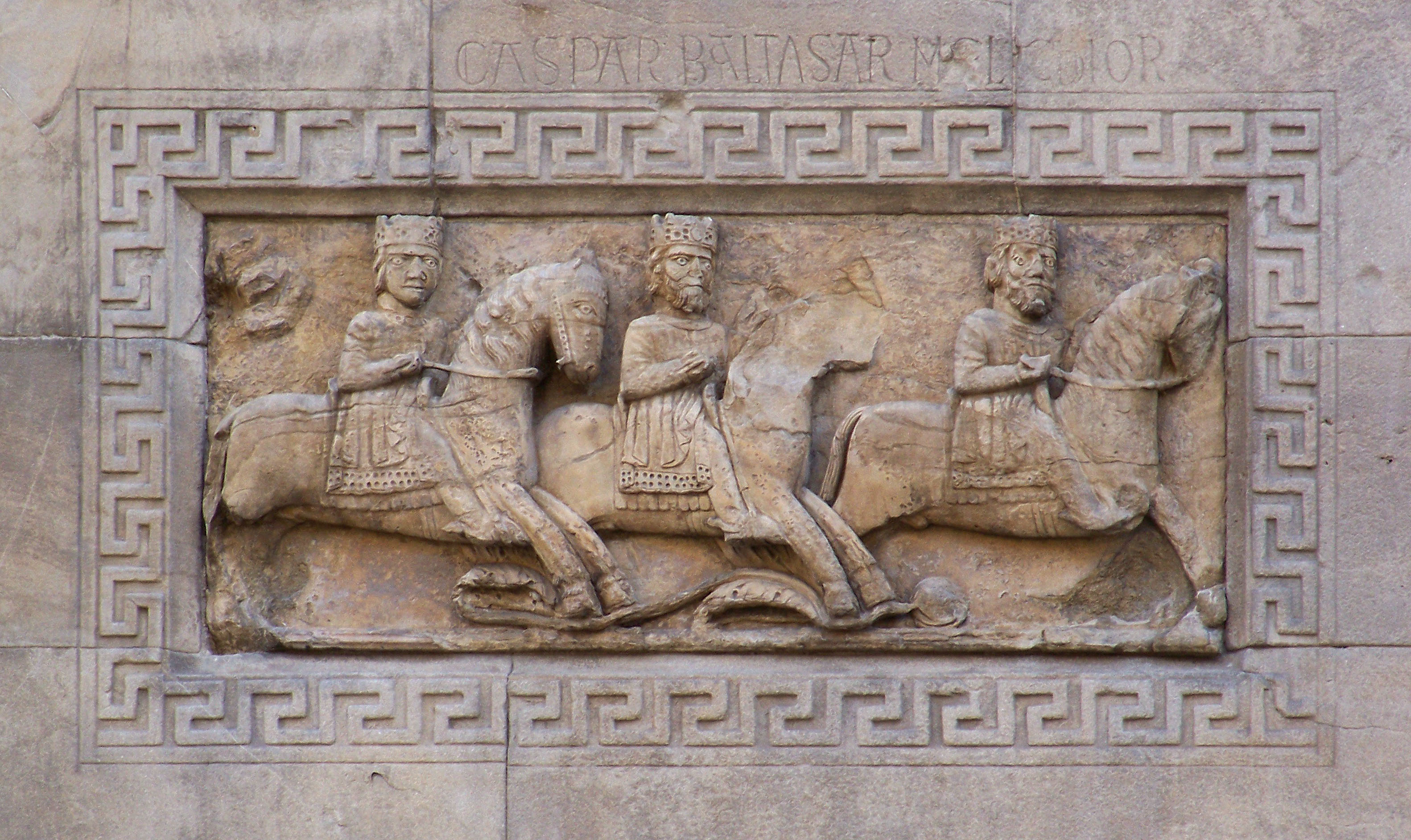
I Re Magi in viaggio scolpiti nella facciata del Duomo di Fidenza; sopra al bassorilievo i tre nomi: Caspar, Baltasar e Melchior.

Le fonti storiche riguardanti i nomi tradizionali dei Magi, Gaspare, Melchiorre e Baldassarre, sono molto scarse. Sicuramente questi nomi si affermarono nella tradizione popolare del protocristianesimo occidentale, comparendo per la prima volta nell'Excerpta Latini Barbari come Bithisarea, Melichior, Gathaspa, testo datato tra il 474 e il 518 d.C., e raffigurati per la prima volta in un mosaico della Basilica di Sant'Apollinare Nuovo a Ravenna (Balthassar, Melchior, Gaspar) verso la metà del VI secolo.

### Baldassarre e l'oro
Baldassarre viene spesso raffigurato come un giovane africano (un Moro), simboleggiante quindi il Continente nero, ed il cui nome deriverebbe da Belshatzzar, Bel-šarrum-naṣāru, dall'accadico, ovvero Dio protegga il Re. Sebbene di aspetto africano, egli pare giungesse invece dalle terre caldee-babilonesi, attraversando poi l'antica città Siriana di Palmira, e portando con sé dell'oro.

### Melchiorre e l'incenso
Il nome è da attribuirsi probabilmente a melekh (o melk, "re", da cui anche Malco e Melchisedech) e or ("luce"), con il significato complessivo di "re della luce" o "il mio re (cioè Dio) è luce". Simboleggia il continente europeo, che allora si spingeva fino al Vicino Oriente, provenendo egli probabilmente da terre persiane, presumibilmente da popoli Medi, gli attuali Curdi, anche se altri ipotizzano una sua origine fenicia. Egli portò dell'incenso, sostanza utilizzata accesa per i riti sacri e che si ricava dalla pianta di boswellia.

### Gaspare e la mirra
Gaspar, Gasparre o Caspar deriverebbe da varie ipotesi, tra le quali il persiano khazāndār (o ganibar o kansbar), ovvero tesoriere, oppure dal sanscrito gathaspar, ispettore del tesoro, o dal greco galos-sampa, che significa "nobile che arriva da Saba", identificandolo o con il ricco regno biblico a sud della Penisola arabica, l'attuale Yemen, ma più probabilmente con la città persiana di Saveh, da dove, per la tradizione iranica, essi partirono.

Gaspare viene spesso raffigurato con tratti somatici arabi, mentre altri ritengono fosse invece originario dell'India; in entrambe le ipotesi è di solito raffigurato con carnagione semi-scura e simboleggia l'allora subcontinente asiatico più conosciuto, in particolare, Medio Oriente ed Indie. La mirra che portò in dono era una preziosa e profumata resina vegetale utilizzata nell'antichità per le unzioni sacre.

### Altri nomi
In altre tradizioni cristiane i nomi sono ancora diversi; per esempio la Chiesa cattolica etiope li chiama Hor, Basanater e Karsudan.

Nessuno dei nomi accreditati dalla tradizione occidentale fu di chiara origine persiana, né si può dire che abbia un significato specifico, anche se soltanto Gaspare potrebbe derivare da un termine persiano Jasper, signore del tesoro, da cui deriva anche il nome del diaspro, un tipo di pietra screziata. In Siria, la comunità cristiana chiama i Magi Larvandad, Hormisdas e Gushnasaph, tutti probabilmente di origine persiana. Il primo nome, Larvandad, è una combinazione di Lar, una regione nei pressi di Teheran, e vand o vandad, un suffisso comune in medio-persiano che significa "collegato con" o "situato in". Lo stesso suffisso si ritrova anche nei toponimi iraniani come Damavand, Nahavand e Alvand e in alcuni nomi e titoli quali Varjavand e Vandidad. In alternativa, potrebbe essere una combinazione di Larvand (ovvero la regione di Lar) e dad ("dato da"). Quest'ultimo suffisso si ritrova anche nei nomi iraniani "Tirdad", "Mehrdad", "Bamdad" e in toponimi come Baghdad ("Data da Dio") ora capitale dell'Iraq. Il nome vorrebbe, quindi, dire 'nato nella', o 'dato dalla' regione di Lar. Il secondo nome, Hormisdas, è una variante del nome persiano Hormoz, in Medio Persiano Hormazd e Hormazda. Il nome si riferiva all'angelo del primo giorno di ciascun mese, il cui nome era stato dato dal Dio supremo, il cui nome era "Ahura Mazdā" o "Ormazd" in Antico persiano. Il terzo nome, Gushnasaph, era un nome di persona diffuso nell'antico e nel medio-persiano, corrispondente all'attuale Gushnasp o Gushtasp. È formato dalla radice Gushn, "pieno di qualità virili" o "pieno di desiderio o di energia" per qualcosa, e dalla parola Asp (in persiano moderno: Asb), cavallo. L'animale era di grande importanza per le genti iraniche, e il relativo suffisso si ritrova in molti nomi usati nella regione, tra cui gli attuali Lohrasp, Jamasp, Garshasp e Gushtasp. Il nome potrebbe, quindi, tradursi "persona con l'energia e la virilità di un cavallo" o "desideroso di avere dei cavalli". In alternativa, poiché Gushn risulta anche usato per indicare "molti", potrebbe essere più semplicemente "possessore di molti cavalli".

Giuseppe Tucci e Mario Bussagli, orientalisti, hanno ipotizzato di riconoscere in Gaspare un sovrano indoiranico di stirpe kushana, Gundophar, vissuto nel I secolo d.C., che sembra avere appoggiato la missione in India dell'apostolo San Tommaso. Nella tradizione ambrosiana i soprannomi dei Re Magi sono Dionigi, Rustico ed Eleuterio.

### il Quarto Magio
Secondo una leggenda, vi sarebbe stato anche un quarto re magio, di nome Artaban, o Artabarre, che non riuscì ad arrivare in tempo dal bambino Gesù, essendosi attardato ad aiutare dei bisognosi. Tale leggenda fu messa per iscritto dallo scrittore Henry van Dyke nel 1896, in forma di romanzo.

### La stella di Betlemme
La stella che attraversa il cielo, che la leggenda e l'iconografia indicano come Stella di Betlemme ed i contemporanei come "Stella della Profezia" (quella che Giuseppe Flavio riferisce al suo mecenate Vespasiano), viene spesso rappresentata come una cometa dotata di coda. Nel racconto evangelico, la stella non è l'unico segno a identificare la cittadina di Betlemme. Anche una interpretazione del Libro di Isaia, di cui Erode era a conoscenza, identificava Betlemme come il luogo dove sarebbe nato un re, il Messia dei Giudei, discendente o "figlio" di Davide (si veda anche il Libro di Michea).

## I Magi nei vangeli apocrifi
Diversamente dai vangeli canonici, sono molti i riferimenti ai Magi nei vangeli apocrifi, in alcuni dei quali possiamo trovare l'origine delle immagini che nel corso dei secoli hanno avuto una grande popolarità, fino a diventare parte integrante della cultura cristiana canonica.

### Protovangelo di Giacomo
Nel Protovangelo di Giacomo, risalente all'incirca alla metà del II secolo, si narra che, mentre Giuseppe si prepara a partire per la Giudea, a Betlemme c'è una grande agitazione per l'arrivo dei Magi che chiedono dove sia il re dei giudei che era nato, poiché avevano visto la sua stella in oriente ed erano venuti per adorarlo. Erode, che aveva saputo dell'arrivo dei magi, manda dei messi da loro per farli venire al suo cospetto ed interrogarli. Chiede dunque ai Magi dove fosse scritto che sarebbe dovuto nascere il Cristo. I Magi rispondono che era scritto che sarebbe nato a Betlemme in Giudea:
Dissero i Magi: - Abbiamo visto una stella grandissima, che brillava tra queste altre stelle e le oscurava, così che le stelle non si vedevano, e noi per questo abbiamo capito che un re era nato per Israele e siamo venuti ad adorarlo.
I Magi se ne andarono. Ed ecco la stella che avevano visto in oriente li precedeva finché giunsero alla grotta, e si fermò in capo alla grotta. Ed i magi videro il bambino con sua madre Maria e trassero fuori della loro bisaccia dei doni: oro, incenso e mirra.»
(Protovangelo di Giacomo, Cap XXI, par. 2 e 3, “I vangeli apocrifi”, a cura di M.Craveri, Einaudi 1969)
I Magi quindi prendono la strada del ritorno, essendo stati avvertiti dall'angelo di non entrare in Giudea.

### Vangelo dello pseudo Matteo
Nel Vangelo dello pseudo-Matteo (databile VIII-IX secolo), i Magi arrivano dopo il secondo anno dalla nascita del Cristo:
(Vangelo dello pseudo Matteo, Cap XVI, par. 1, “I vangeli apocrifi”, a cura di M.Craveri, Einaudi 1969)
Erode dopo essere venuto a sapere dell'arrivo dei Magi si spaventa e manda degli scribi dai farisei e dai rabbini del popolo per sapere da loro dove nelle sacre scritture i profeti avevano predetto la nascita del Cristo. Alla risposta che sarebbe dovuto nascere in Betlemme, il re chiama i Magi e domanda loro quando fosse apparsa la stella:
(Vangelo dello pseudo Matteo, Cap XVI, par. 1 e 2, “I vangeli apocrifi”, a cura di M.Craveri, Einaudi 1969)
(Vangelo dello pseudo Matteo, Cap XVI, par. 2, “I vangeli apocrifi”, a cura di M.Craveri, Einaudi 1969)
I Magi infine vengono ammoniti dall'angelo, in sogno, a non tornare da Erode e dopo l'adorazione del bambino tornano "al loro paese" per un'altra via.

### Vangelo dell'infanzia arabo siriano
Nel Vangelo arabo dell'infanzia è scritto che in seguito alla nascita di Gesù a Betlemme vennero dei magi dall'oriente:
(Vangelo dell’infanzia arabo siriano, Cap VII, “I vangeli apocrifi”, a cura di M.Craveri, Einaudi 1969)
Maria dona loro alcune delle fasce del bambino Gesù, che i magi accettano con grande riconoscenza. In quello stesso istante appare loro un angelo:
(Vangelo dell’infanzia arabo siriano, Cap VII, “I vangeli apocrifi”, a cura di M.Craveri, Einaudi 1969)
Nel capitolo successivo si racconta poi che:
(Vangelo dell’infanzia arabo siriano, Cap VIII, “I vangeli apocrifi”, a cura di M.Craveri, Einaudi 1969)
I Magi mostrano così la fascia a tutti e celebrano una festa: accendono un fuoco, "…seguendo la loro usanza…", lo adorano e vi gettano sopra la fascia. Il fuoco avvolge subito la fascia accartocciandola, ma una volta spentosi questa rimane integra:
(Vangelo dell’infanzia arabo siriano, Cap VIII, “I vangeli apocrifi”, a cura di M.Craveri, Einaudi 1969)

### Vangelo dell'infanzia armeno
Nel Vangelo armeno dell'infanzia c'è la descrizione più dettagliata dei Magi tra tutti i testi della tradizione Cristiana.
In quel momento il regno dei persiani dominava per la sua potenza e le sue conquiste su tutti i re che esistevano nei paesi d’oriente, e quelli che erano i re magi erano tre fratelli: il primo Melkon, regnava sui persiani, il secondo, Balthasar, regnava sugli indiani, e il terzo, Gaspar, possedeva il paese degli arabi. Essendosi uniti insieme per ordine di Dio, arrivarono nel momento in cui la vergine diveniva madre.»
(Vangelo dell’infanzia Armeno, Cap V par. 9, “I vangeli apocrifi”, a cura di M. Craveri, Einaudi, 1969)
Il racconto dei Magi continua, successivamente la nascita di Gesù, con Giuseppe e Maria che rimangono nella grotta per non farsi vedere "… perché nessuno ne sapesse niente".
(Vangelo dell’infanzia Armeno, Cap XI par. 1, “I vangeli apocrifi”, a cura di M. Craveri, Einaudi, 1969)
Successivamente i Magi, con il loro seguito, si accampano presso Gerusalemme per tre giorni. Benché fossero fratelli "…figli di uno stesso re, marciavano al loro seguito eserciti di lingua molto differente".
Il secondo, il re degli indi, Balthasar, aveva come doni in onore del bambino del nardo prezioso, della mirra, della cannella, del cinnamomo e dell’incenso e altri profumi.
Il terzo re, il re degli arabi, Gaspar, aveva oro, argento, pietre preziose, zaffiri di gran valore e perle fini.
Quando tutti furono giunti nella città di Gerusalemme l’astro che li precedeva celò momentaneamente la sua luce. Essi perciò si fermarono e posero le tende. Le numerose truppe di cavalieri si dissero l’un l’altro: - E adesso che facciamo? In quale direzione dobbiamo camminare? Noi lo ignoriamo, perché una stella ci ha preceduti fino a oggi, ma ecco che è scomparsa e ci ha lasciati nelle difficoltà.»
(Vangelo dell’infanzia Armeno, Cap XI par. 3, “I vangeli apocrifi”, a cura di M. Craveri, Einaudi, 1969)
Anche nel testo Armeno, come nel protovangelo di Giacomo e nello pseudo Matteo, i Magi non sanno dove cercare Gesù. Così vanno da Erode che desidera interrogarli. I tre Magi sono però consapevoli che la testimonianza che loro possiedono non proviene da nessun uomo, né altro essere vivente, essendo un ordine divino. Erode allora chiede loro del libro che contiene la profezia, ricevendo per risposta:
(Vangelo dell’infanzia Armeno, Cap XI par. 2 e 3, “I vangeli apocrifi”, a cura di M. Craveri, Einaudi, 1969)
I Magi quindi elencano la genealogia che da Adamo a Seth, passando per Noè, Sem, il sommo sacerdote Melchisedec fino a Ciro, re di Persia, dove è stato custodito in una sala, facendo sì che la scrittura pervenisse fino a loro. Così hanno potuto conoscere in anticipo della profezia della nascita del figlio d'Israele. Erode, furioso di rabbia, chiede quindi di vedere il documento ma in quel momento il palazzo viene scosso e l'edificio crolla. Erode quindi si convince a lasciare liberi i Magi che finalmente trovano il bambino Gesù al quale offrono i doni. Infine re Melkon, preso il libro del testamento, lo consegna in dono a Gesù dicendo:
(Vangelo dell’infanzia Armeno, Cap XI par. 22, “I vangeli apocrifi”, a cura di M. Craveri, Einaudi, 1969)
Nel testo che Adamo aveva dato a suo figlio Seth, conservato in segreto, è scritto che:
(Vangelo dell’infanzia Armeno, Cap XI par. 23, “I vangeli apocrifi”, a cura di M. Craveri, Einaudi, 1969)

### Vangelo di Nicodemo
Il Vangelo di Nicodemo racconta che Pilato rivolto alla folla degli giudei, ricorda loro come il Dio d'Israele abbia aiutato il loro popolo a fuggire dall'Egitto, affrancandosi dalla schiavitù, e come in cambio di ciò essi abbiano preferito adorare un vitello di metallo fuso. Solo grazie a Mosè Dio non ha sterminato il suo popolo.
Poi alzatosi dal suo seggio dice:
(Vangelo di Nicodemo, Cap IX par.3, “I vangeli apocrifi”, a cura di M.Craveri, Einaudi, 1969)

## Le tombe dei Magi

### Saba in Iran
Marco Polo affermò di avere visitato le tombe dei Magi nella città di Saba (Saveh), a sud di Teheran, intorno al 1270:
(Marco Polo, Il Milione, cap. 30.)

### Sant'Eustorgio a Milano
Nel transetto della basilica romanica di Sant'Eustorgio a Milano si trova la "cappella dei Magi", in cui è conservato un colossale sarcofago di pietra (vuoto), risalente al tardo Impero Romano: la tomba dei Magi. Secondo le tradizioni milanesi, la basilica sarebbe stata fatta costruire dal vescovo Eustorgio intorno all'anno 344: la volontà del vescovo era quella di esservi sepolto, dopo la sua morte, vicino ai corpi dei Magi stessi. Per questo motivo, con l'approvazione dell'imperatore Costante avrebbe fatto giungere i loro resti dalla basilica di Santa Sofia a Costantinopoli (dove erano stati portati alcuni decenni prima da sant'Elena, che li aveva ritrovati durante il suo pellegrinaggio in Terra santa).

### Duomo di Colonia in Germania
Nel 1162 l'imperatore Federico Barbarossa fece distruggere la chiesa di Sant'Eustorgio (come pure gran parte delle mura e degli edifici pubblici di Milano) e si impossessò delle reliquie. Nel 1164, l'arcicancelliere imperiale Rainaldo di Dassel, arcivescovo di Colonia, in Germania, ne sottrasse i corpi e li trasferì, attraverso Lombardia, Piemonte, Borgogna e Renania, fino al duomo della città tedesca, dove ancora oggi sono conservati in un prezioso reliquiario, un'arca d'argento dorato fatta confezionare dal successore di Reinald, Filippo di Heinsberg, nella chiesa di San Pietro, e trasformata successivamente nella cattedrale gotica di Colonia.
Tuttavia a Milano il culto dei Magi rimase vivo. Il cronista Galvano Fiamma racconta nel 1336 che si celebrava ancora un corteo dei Magi a cavallo attraverso la città. Una versione ben nota del dettagliato racconto è quella contenuta nella Historia Trium Regum (Storia dei tre re) del chierico del XIV secolo Giovanni di Hildesheim. Per spiegare la presenza a Colonia delle reliquie mummificate dei saggi orientali, inizia il racconto dal viaggio a Gerusalemme compiuto da Sant'Elena, madre di Costantino I, durante il quale ella recuperò la Vera Croce ed altre reliquie:
Ai milanesi rimase anche una medaglia presumibilmente fatta con parte dell'oro portato dai Magi, che da allora venne esposta il giorno dell'Epifania in Sant'Eustorgio accanto al sarcofago vuoto. Negli anni successivi Milano cercò ripetutamente di riavere le reliquie, ma invano. Né Ludovico il Moro nel 1494, né papa Alessandro VI, né Filippo II di Spagna, né papa Pio IV, né papa Gregorio XIII, né Federico Borromeo riuscirono a fare tornare le spoglie in Italia.
Solo nel XX secolo Milano riuscì a ottenere una parte di quello che le era stato tolto: il 3 gennaio 1904, infatti, il cardinale Ferrari, arcivescovo di Milano, fece solennemente ricollocare alcuni frammenti ossei delle spoglie dei Magi (due fibule, una tibia e una vertebra), offerti dall'arcivescovo di Colonia Anton Hubert Fischer, in Sant'Eustorgio. Furono posti in un'urna di bronzo accanto all'antico sacello vuoto con la scritta "Sepulcrum Trium Magorum" (tomba dei tre Magi).
Ancora oggi molti luoghi in Italia, Francia, Svizzera e Germania si fregiano dell'onore di avere ospitato le reliquie durante il tragitto delle spoglie dei Magi da Milano a Colonia e in molte chiese si trovano ancora frammenti lasciati in dono. La testimonianza di questo passaggio si trova anche nelle insegne di alberghi e osterie tuttora esistenti, come «Ai tre Re», «Le tre corone» e «Alla stella». Brugherio conserva in un reliquiario del XVIII secolo le falangi dei Re Magi.

## I Magi nell'arte

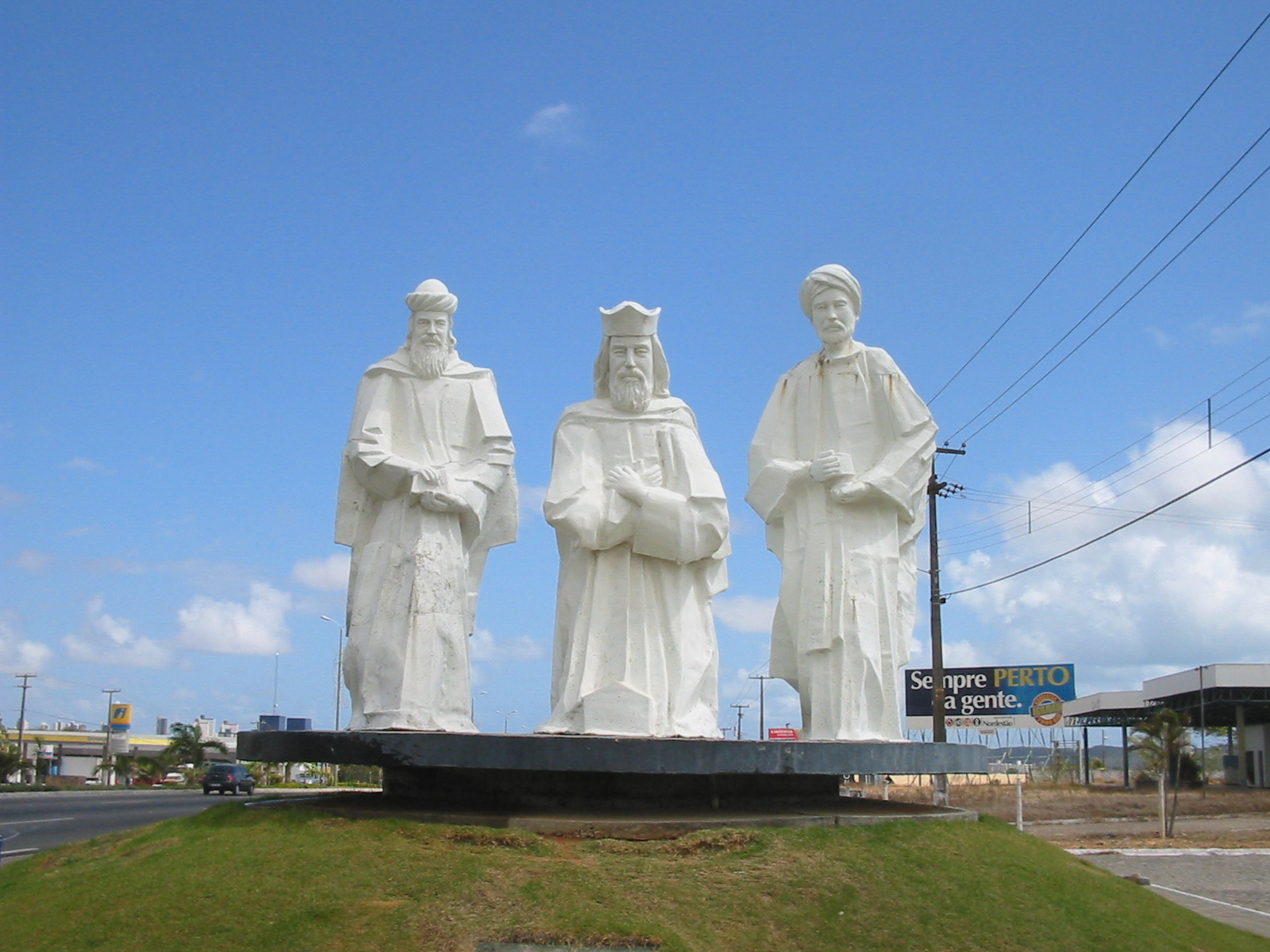
Una rappresentazione dei Magi a Natal (Brasile)

Le più antiche raffigurazioni dei Magi si trovano già nelle catacombe, come per esempio in quelle di Priscilla (II-III secolo). Nelle prime rappresentazioni essi sono raffigurati come i Persiani, o in genere gli orientali, con una corta tunica, pantaloni aderenti (anassiridi) e berretto frigio. Sarà nell'arte bizantina che essi verranno poi abbigliati come nobili della corte imperiale.
I Magi sono di solito rappresentati nell'arte europea nella scena dell'Adorazione dei Magi; un altro topos piuttosto diffuso è quello del Viaggio dei Magi. Più in generale, appaiono nelle diffuse rappresentazioni della Natività e in altre decorazioni natalizie che hanno origine nel presepe napoletano. Appaiono per esempio nell'opera di Gian Carlo Menotti Amahl e gli ospiti notturni ed in molte carole natalizie, tra cui, nel mondo anglosassone, è molto nota We Three Kings, scritta dal reverendo statunitense John Henry Hopkins Jr. (1820 - 1891).
Gli artisti hanno sfruttato spesso questo tema per rappresentare le tre età dell'uomo e anche, nell'epoca delle scoperte, come allegoria dei diversi mondi conosciuti.
Alcuni esempi contemporanei:
Nel film I tre della Croce del Sud (1963), nella scena della Recita di Natale che si tiene nella Polinesia francese, al posto della tradizionale corrispondenza con i continenti, i Magi sono 'adattati' a impersonare il re della Polinesia, il re delle Americhe e il re della Cina.
Un altro dettaglio narrativo di carattere sentimentale è stato aggiunto prima nel romanzo, poi nel film Ben Hur (1959), in cui il personaggio di Baldassarre è un uomo ormai anziano che torna in Palestina per incontrare Gesù ormai adulto.

## L'Epifania
Il mondo cristiano ricorda i Magi nel giorno dell'Epifania, il 6 gennaio, ultimo dei "dodici giorni di Natale".

### Tradizioni italiane
Diverse sono le manifestazioni tradizionali di celebrazione dei Magi nel territorio italiano.
A Milano, la mattina dell'Epifania, un imponente corteo in costume accompagna tre figuranti, che impersonano i Magi, dalla Basilica di Sant'Eustorgio al Duomo, dove l'arcivescovo presiede la messa solenne.

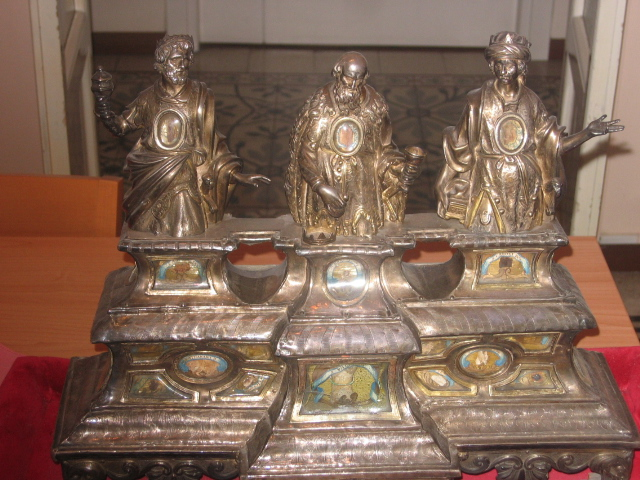
Le Reliquie dei Magi (Brugherio), nei pressi di Milano, con parte delle spoglie dei Magi.

Un corteo in costume meno imponente si svolge a Legnano nel pomeriggio dell'Epifania e termina alla chiesa parrocchiale dei SS. Magi. Il luogo od i luoghi di partenza possono cambiare da un anno all'altro.
A Brugherio (in Brianza) si conservano importanti reliquiari, secondi solo a quelli di Milano e Colonia.
In alta Valtellina è diffusa una tradizione che prescrive, la mattina dell'Epifania, di salutarsi scherzosamente con il termine dialettale "Gabinàt" (o Ghibinet a Livigno). Probabilmente questa parola è una storpiatura del tedesco Gaben-nacht, "notte di doni", a ricordo dei doni portati dai Magi. Chi non risponde prontamente all'insolito saluto deve pagare il pegno e offrire un piccolo dono (era anticamente diffusa anche nella vicina medio-alta Val Camonica - vedi Prestine).

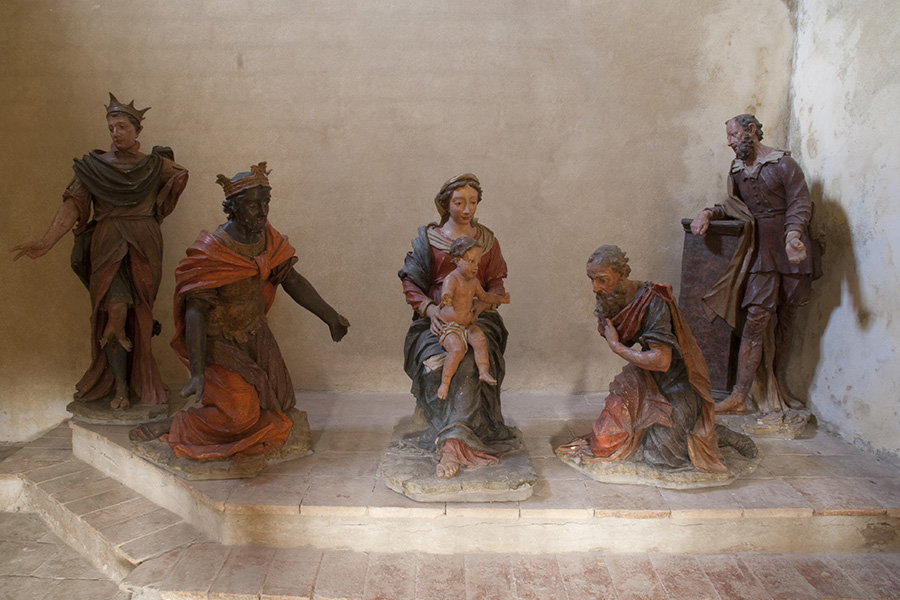
Gruppo statuario in terracotta policroma al Santuario della SS. Trinità - Casnigo

A Casnigo in provincia di Bergamo, la tradizione dei Magi è fortemente sentita, tant'è che presso la Chiesa della Santissima Trinità (Casnigo) è presente, oltre che alle reliquie, il gruppo statuario dei Magi in terracotta policroma, collocato in un locale esterno all'aula quattrocentesca, può essere visto attraverso una larga finestra con inferriata che si apre sul lato nord dell'aula stessa. Ancora oggi la notte dell'Epifania parte dal Santuario un corteo in costume che si dirige in paese a portare i doni ai bambini. Almeno sino alla seconda guerra mondiale, a Casnigo i doni li hanno sempre portati solo ed esclusivamente i Re Magi, non esistevano doni in occasione del Natale. Partivano dalla Chiesa della Santissima Trinità (Casnigo) cavalcando ognuno un cavallo di diverso colore: bianco per Melchiorre, nero per Baldassarre, baio per Gaspare e, scendendo lungo un ripido sentiero giungevano con il buio in paese. I bambini non dovevano assolutamente vederli per cui andavano a letto molto presto, ma tenevano, finché non sopravveniva il sonno, le orecchie tese ad ascoltare ogni rumore che potesse rivelare l'arrivo dei Magi. In certe annate particolarmente brutte, dove i soldi erano pochi, i Re Magi non lasciavano il Santuario per la strada impraticabile. Il mattino del 6 gennaio, festa dell'Epifania, la gente si recava per le funzioni al Santuario, dove accorrevano anche persone provenienti dai paesi limitrofi, i quali univano alla devozione il piacere di fare una gita e godersi il primo tiepido sole seduti sul muro del terrapieno. Era consuetudine consumare i doni, che solitamente erano un'arancia e un po' di frutta secca. Mentre al mattino salivano verso il santuario i bambini cercavano in alcuni posti ben precisi in cui, secondo la tradizione, i Re Magi si fermavano durante la discesa e frugavano nei cespugli alla ricerca di qualche piccolo dono perso dai Re Magi.
In Veneto e Friuli è diffusa l'usanza di accendere grandi fuochi nelle piazze dei paesi alla vigilia dell'Epifania (panevìn). Sicuramente si tratta di una tradizione che affonda le radici nelle credenze pre-cristiane legate al solstizio d'inverno (a seconda della direzione delle scintille si indovina come sarà l'anno che sta cominciando: "Se' e faive va al garbin, parecia 'l caro pa' ndar al muin. Se 'e faive va a matina, ciol su 'l sac e va a farina", "Se le faville vanno a sud-ovest, prepara il carro per andare al mulino. Se le faville si dirigono a oriente, prendi il sacco e vai a cercare farina"). Tuttavia la spiegazione popolare che viene data riferisce che questi fuochi servirebbero per fare luce ai Magi nel loro viaggio alla ricerca della grotta della Natività. Intorno al fuoco si beve vin brulè (ottenuto dal vino bollito con chiodi di garofano e cannella) e si mangiano dolci tipici tra cui la pinza.
Un'altra leggenda lombarda, di origine bustocca, vuole che durante il trasporto da Milano a Colonia i corpi dei Magi siano transitati da Busto Arsizio, attraversando il borgo lungo contrada Savigo (oggi via Montebello). Qui i bustocchi dedicarono loro una porta, abbattuta nel 1880. Ancora oggi, alla vigilia dell'Epifania, questi fatti sono ricordati a Busto Arsizio con una festa nel corso della quale viene acceso un falò nei pressi del borgo di via Savigo. Il giorno seguente prende il via un corteo in costume che commemora sia il viaggio dei Magi verso Betlemme che il trasferimento dei corpi a Colonia.
A Bellano, in Provincia di Lecco, i Re Magi sono protagonisti il 5 gennaio di ogni anno della Festa della "Pesa Vegia", una ricorrenza che dal 1606 viene messa in scena dopo avere ottenuto il mantenimento di antiche unità di misura. I re Magi percorrono le vie del paese donando a tutti caramelle e nella giornata vengono ricreati in luoghi caratteristici del paese il Presepe Vivente, il castello di Re Erode e presso il molo medievale l'arrivo della delegazione spagnola dal lago, il tutto con oltre duecento comparse.
A Esino Lario, in provincia di Lecco, nel Parco Regionale della Grigna Settentrionale, in base a un'antica tradizione ambrosiana, l'Epifania viene celebrata con un corteo con i Re Magi a cavallo per le vie del paese.
In Calabria, a Castrovillari, dopo anni di dimenticanza, è tornata in auge una vecchia tradizione: la Messa della Stella. Nella notte precedente la solennità dell'Epifania viene portata in processione una stella seguita da tre persone a cavallo travestite da Magi e dagli altri fedeli. Giunto il corteo presso la Basilica minore di San Giuliano, prima della celebrazione della messa, la stella viene posta su un cavo collegato a due carrucole che conducono la stella sul presepe. Finito questo rito, ha inizio la celebrazione liturgica, alla cui conclusione, nel piazzale antistante la chiesa, i casari del luogo, che durante la messa hanno prodotto la ricotta, provvedono alla sua distribuzione gratuita, come i pastori che accorsero presso la grotta della Natività si incaricarono di offrire i loro doni al Salvatore.

### Tradizioni spagnole
In Spagna e in Paesi di lingua spagnola i tre re (in spagnolo "los Reyes Magos" o "Los Tres Reyes Magos") ricevono letterine dai bambini e portano loro dei doni, per magia, la notte precedente l'Epifania.
I Saggi vengono dall'oriente sui loro cammelli e fanno visita alle case di tutti i bambini; come il più nordico Babbo Natale e le sue renne, essi fanno visita a tutti i bambini nella stessa notte. In alcune zone i bambini preparano una bevanda per ciascuno dei tre re. È tradizione preparare anche cibo e acqua per i cammelli.
Secondo la tradizione, Melchiorre (Melchor) è un personaggio di carnagione chiara che porta ai bambini dei gingilli; è vestito come un sovrano medioevale e, nonostante sia il più giovane dei tre, è bianco di barba e di capelli, per la punizione ricevuta da Gesù per avere dato eccessivo risalto alla sua forza e giovinezza. Gaspare (Gaspar) è anche lui di carnagione chiara, con un costume simile ma ha i capelli castani e porta con sé i giocattoli. Baldassarre (Baltasar) è invece di carnagione scura ed è vestito come un arabo o un moro. Il suo compito è quello di lasciare un pezzo di carbone ai bambini che sono stati cattivi.
Le città di tradizione spagnola organizzano parate notturne a cavallo, in cui i re e i loro servitori percorrono le vie della città lanciando dolciumi ai bambini (e ai grandi) che fanno ala alla manifestazione.
La parata dei re ad Alcoy (nella regione di Alicante della comunità autonoma di Valencia) è ritenuta da alcuni la più antica del mondo; i partecipanti che rappresentano i re e i loro paggi attraversano la folla a piedi, offrendo i loro doni direttamente.
In Catalogna sono vive molte tradizioni specificamente legate ai Magi, alcune delle quali del tutto locali, altre più diffuse. Nella maggior parte della Catalogna, il Paggio Gregorio prepara la strada ai re informandoli su chi sia stato buono o cattivo; nel paese di Cornellà de Llobregat, invece, questo ruolo è svolto da Mag Maginet, mentre a Terrassa il paggio si chiama Xiu-Xiu (tranne per Gaspare, il cui servitore è Hassim Jezzabel).
In tempi recenti questa tradizione, come quella del Presepe e dell'Albero di Natale, in molte regioni si trova a coesistere con Papá Noel (Babbo Natale), nel Paese Basco con Olentzero e in Catalogna con il Tió de Nadal.

### Tradizioni nei paesi di lingua tedesca
In molte zone di lingua tedesca, soprattutto in Baviera, nei cantoni cattolici della Svizzera e nell'Alto Adige, nella notte tra il 5 e il 6 gennaio i ragazzi girano per le strade dei paesi e segnano con il gesso, sulle porte delle case, le cifre dell'anno in corso e la sigla C+M+B (Christus mansionem benedicat): viene simboleggiata una beneaugurante visita dei Magi (Caspar/Kaspar, Melchior e Balthasar) alla casa, per portarvi prosperità per l'anno in corso.
In Francia (Galette des Rois) ed in Svizzera (Corona dei Re Magi), durante il pranzo del 6 gennaio, le famiglie sono solite dividere un dolce al cui interno è nascosta una statuina raffigurante uno dei Magi. Colui che trova la statuina può vantare il titolo di re per l'intera giornata ed indossare la corona di carta dorata fornita con il dolce.

### Tradizioni italo-francesi
La tradizione vuole che la famiglia provenzale del Balzo, in latino de Baucio, in francese de Baux, in occitano moderno del Bauç e in occitano arcaico dels Baus, sovrani di Les Baux-de-Provence derivasse dal Re Baldassarre, da cui la stella di Betlemme, in campo rosso, che compare nello stemma della casata.

## La Basilica della Natività
Nell'anno 614 la Palestina fu occupata dai Persiani guidati dal re Cosroe II. Essi distrussero quasi tutte le chiese cristiane, ma risparmiarono la Basilica della Natività di Betlemme. Si racconta che fecero questo poiché sulla facciata della basilica vi era un mosaico che raffigurava i Magi vestiti con l'abito tradizionale persiano.

### Riferimenti
1. ↑   Mt 2,1-12, su La Parola - La Sacra Bibbia in italiano in Internet.
2. ↑  Mauro Pesce in Augias-Pesce, Inchiesta su Gesù, Mondadori, 2006.
3. ↑  Giuseppe Ricciotti, Vita di Gesù Cristo, Mondadori, 1962. Più recente Carsten Peter Thiede, Jesus, Edizioni Messaggero Padova, 2009.
4. ↑   Mic 5,1, su La Parola - La Sacra Bibbia in italiano in Internet.
5. ↑   Mt 2,1-8, su La Parola - La Sacra Bibbia in italiano in Internet.
6. ↑   Mt 2,9-11, su La Parola - La Sacra Bibbia in italiano in Internet.
7. ↑   Mt 2,16-18, su La Parola - La Sacra Bibbia in italiano in Internet.
8. ↑   Mt 2,13-14, su La Parola - La Sacra Bibbia in italiano in Internet.
9. ↑  Steven L. Cox, Kendell H. Easley, Harmony of the Gospels, 2007
10. ↑   Mt 2,16, su La Parola - La Sacra Bibbia in italiano in Internet.
11. ↑  Jeffrey A. Gibbs, Concordia Commentary: Matthew 1:1-11:1, 2006
12. ↑  From Bethlehem to Nazareth and a memory in Bethany
13. ↑  Raymond E. Brown, The Birth of the Messiah, Doubleday, 1993, pp. 6, 35-38, 497, 562, ISBN 0-385-47202-1.
14. ↑  John Dominic Crossan, Gesù una bibliografia rivoluzionaria, Ponte alle Grazie, 1994, pp. 38-43, ISBN 88-7928-270-0; Bart Ehrman, Il Nuovo Testamento, Carocci Editore, 2015, pp. 154-155, ISBN 978-88-430-7821-9; Bibbia di Gerusalemme, EDB, 2011, note p. 2439, ISBN 978-88-10-82031-5; Bart D.Ehrman, Jesus, Interrupted - Revealing the Hidden Contradictions in the Bible, HarperCollins Publishers, 2009, pp. 32-33, ISBN 978-0-06-186327-1.
15. ↑  Raymond E. Brown, The Birth of the Messiah, Doubleday, 1993, pp. 36, 189, ISBN 0-385-47202-1.
16. ↑  Si veda ad esempio il sito Etymology online, s.v. «Magic (n).», che ricorda come il termine greco "Magos" indichi "one of the members of the learned and priestly class," from Old Persian magush, which is possibly from PIE root *magh- "to be able, have power." https://www.etymonline.com/word/magi
17. ↑   La "stella" dei Magi, su planet.racine.ra.it. URL consultato il 7 maggio 2018 (archiviato dall'url originale il 27 dicembre 2018).
18. ↑  «O sommo Giove / che fusti in terra per noi crucifisso» (Purgatorio, VI, 118).
19. ↑  G. Michelini-G. Gillini-M. Zattoni, I Vangeli dell'infanzia di Gesù, San Paolo, 2016
20. ↑  Don Mauro Orsatti, Il Vangelo dell'infanzia, in Corso di studi biblici, Vol. V, LDC, 1994
21. ↑  Ortensio da Spinetoli, Introduzione ai Vangeli dell'infanzia, Il Pozzo di Giacobbe, 2018, p. 60
22. ↑  Cfr per esempio: Rudolf Bultmann, History of the Synoptic Tradition, Hendrickson Publisher, 1963, pp. 292-293, 444, ISBN 1-56563-041-6.
23. ↑  Raymond E. Brown, The Birth of the Messiah, Doubleday, 1993, pp. 31-32, ISBN 0-385-47202-1.
24. ↑  Ibidem, pp. 179, 191.
25. ↑  Jean Daniélou, Les Évangiles de l'Enfance, Editions du Seuil, 1967
26. ↑  Raymond E. Brown, The Birth of the Messiah, Doubleday, 1993, pp. 29, 36, 48, 107-119, 138, 154, 175, 193-196, 206-217, 227-228, 298, 543, 559-560, 586, 598-600, ISBN 0-385-47202-1.
27. ↑  John Dominic Crossan, Gesù una biografia rivoluzionaria, Ponte alle Grazie, 1994, pp. 40-46, 50-51, ISBN 88-7928-270-0.
28. ↑  Rudolf Bultmann, Storia dei vangeli sinottici, EDB, 2016, pp. 291-301, 443-448, ISBN 978-88-10-55850-8.
29. ↑   Nu22-24, su La Parola - La Sacra Bibbia in italiano in Internet.
30. ↑   Nu24,17, su La Parola - La Sacra Bibbia in italiano in Internet.
31. ↑  Raymond E. Brown, The Birth of the Messiah, Doubleday, 1993, pp. 188, 608-609, 193-196, ISBN 0-385-47202-1.
32. 1 2  Focus.it del 4 gennaio 2019 - I re magi sono realmente esistiti? URL consultato il 27 marzo 2019, Archivio
33. ↑  Rudolf Bultmann, Storia dei vangeli sinottici, EDB, 2016, pp. 291-293, 444, ISBN 978-88-10-55850-8.
34. ↑  Lemma «Madj>ūs» (M. Morony), in The Encyclopaedia of Islam, new edition.
35. ↑   Atti 13, su La Parola - La Sacra Bibbia in italiano in Internet.
36. ↑   Atti 8, su La Parola - La Sacra Bibbia in italiano in Internet.
37. ↑  The New Catholic Encyclopedia 2ed., vol.9. NY, Gale, 2003, pag. 34
38. ↑  Anche su questo, vedi Giuseppe Ricciotti, Vita di Gesù Cristo, Mondadori, 1962.
39. ↑  Ma che aveva anche uso terapeutico. Su ciò si veda Patricia Crone, nel suo Meccan Trade and the Rise of Islam, Princeton (NJ), Princeton University Press, 1987, p. 13.
40. ↑  Luciano Pelliccioni di Poli, L'albero di Natale ed altri miti arborei, Libri del Graal, Libreria romana, 1993, p. 100.
41. ↑  Secondo questo testo i nomi dei Magi sarebbero: Hormizd di Makhodzi re dei persiani, Jazdegerd di Saba e Peroz re di Seba (Franco Cardini, I Re Magi, pag.40, Universale Economica Feltrinelli, Marsilio, Venezia, 2022).
42. ↑  Enciclopedia delle religioni, Vallecchi, Firenze, 1970-1976, vol. 3, p. 1816-1822
43. ↑  Alfredo Cattabiani, Calendario, Oscar Mondadori, Milano, 2008, cap. II
44. ↑  Lo storico Franco Cardini (I Re Magi, pagg. 38, Universale economica Feltrinelli, Marsilio, Venezia 2022) evidenzia che i Vangeli apocrifi traggono le proprie fonti sui Magi da un testo di influenza gnostica, Rivelazione di Adamo al figlio Seth, scoperto nella biblioteca gnostico-copta di Nag Hammadi in Egitto. Cardini aggiunge poi (op.cit. pagg. 38-39): "Abbiamo veduto come la tradizione evangelica arabo-siriaca parli di una profezia di Zarathustra e come quella armena precisi che i libri segreti di Dio contenenti la storia della Rivelazione erano stati affidati ai persiani. Sappiamo che comunità nestoriane fiorenti si erano presto affermate dalla Caldea attraverso la Persia fino all'India. Tutto ciò doveva aver approfondito un rapporto tra cristianesimo e Mazdeismo che la presenza di Magi nei Vangeli sia canonici sia apocrifi già di per sé adombra.[...] L'elaborazione orientale della leggenda dei magi era andata insomma sviluppandosi, a quel che pare, soprattutto fra VI e IX secolo circa, in un'area che potremmo comprendere tra Siria, Armenia e Caldea: una delle fondamentali nella vita cristiana del tempo (basti pensare alle metropoli cristiane di Antiochia ed Edessa, nelle quali si vivevano intense esperienze intellettuali e spirituali: e dove crebbero vigorosamente monofisismo e nestorianesimo), in cui il cristianesimo era entrato e restato a lungo in contatto con vive e profonde correnti di pensiero gnostico influenzate dal mazdeismo. [...] Tutta questa folta letteratura testimonierebbe d'uno scambio continuo tra credenze mazdaiche e mitraico-gnostiche da una parte, giudaiche e cristiane dall'altra".
45. ↑  http://www.treccani.it/enciclopedia/zaccaria-crisopolitano/
46. ↑  Secondo la Cronaca di Zuqnīn, cronaca siriaca dell'VIII secolo, ai Magi era stato predetto di "aspettare una luce che vi sorgerà da Oriente". I Magi videro qualcosa "simile a una colonna di luce ineffabile la quale scese e si fermò sopra la caverna....E al di sopra di essa una stella di luce da non potersi descrivere: la sua luce era molto maggiore del sole...". (Alfredo Cattabiani, Calendario, "I Re Magi", Rusconi, Milano, 1993, p. 97.)
47. 1 2  https://www.avvenire.it/chiesa/pagine/i-re-magi-epifania-cosa-c-e-da-sapere
48. ↑  https://www.ravennamosaici.it/un-cammino-di-speranza-in-compagnia-dei-re-magi/
49. ↑   U. Luz, Matteo.1, p. 200, n. 4.
50. ↑  https://charlies-names.com/it/baldassarre/
51. ↑  https://www.focusjunior.it/scuola/storia/chi-erano-re-magi/
52. ↑  https://www.ilpost.it/2022/01/06/re-magi-epifania-storia-chi-erano/
53. ↑  https://www.holyart.it/blog/natale/re-magi-nomi/
54. ↑  Franco Cardini, “Sulle tracce dei tre Maghi”, Liberal, 3 gennaio 2009.
55. ↑  http://gianlucamargheriti.com/parole/lib101storiec1.php
56. ↑   Artaban: il quarto Re, su artemedica.editricenovalis.com, 2018. URL consultato il 9 gennaio 2021 (archiviato dall'url originale il 15 maggio 2021).
57. ↑   Saveh, la città dei Magi e dei melograni, su Treccani, l'Enciclopedia italiana. URL consultato il 7 maggio 2020.
58. ↑  Hofmann, Hans, "Die Rückführung von Teilen der Dreikönigsreliquien von Köln nach Mailand 1903-1904", in: Jahrbuch des Kölnischen Geschichtsvereins, 46 (1975), pp. 51-72 (con molti documenti).
59. ↑  Francesca Belotti e Gian Luca Margheriti, Corriere della Sera-ViviMilano).
60. ↑  Antonello del Balzo di Presenzano, A l'asar Bautezar! I del Balzo ed il loro tempo, Napoli 2003.